# Vebjørn Rodal
Vebjørn Rodal (Berkåk, 16 de setembro de 1972) é um atleta norueguês, corredor de meio-fundo, atual recordista e campeão olímpico dos 800 m rasos nos Jogos Olímpicos de Atlanta em 1996.
Rodal surgiu no cenário internacional do atletismo nos Jogos de 
Barcelona 92 quando conseguiu se classificar para as semifinais dos 800m, aos dezenove anos de idade. Integrante de um novo grupo de atletas noruegueses de sucesso, ele ganharia sua primeira medalha de prata num evento internacional dois anos depois, no Campeonato Europeu de Atletismo.
O terceiro lugar no Campeonato Mundial de Atletismo de 1995 credenciou Rodal como um dos favoritos à medalha de ouro nos 800m de Atlanta no ano seguinte. O grande favorito, o recordista mundial Wilson Kipketer, queniano recém-naturalizado dinamarquês, não pôde competir nos Jogos por seu novo país e a final ficou aberta sem favorito declarado. 
A final da prova foi corrida num ritmo forte, com Rodal vencendo nos últimos metros em 1m42s58, quebrando o recorde olímpico de Joaquim Cruz conquistado em Los Angeles 84, marca que ainda persiste em Jogos Olímpicos. Foi a sua única vitória de nível internacional.